# Kanembu (Sprache)
Kanembu (auch französisch Kanembou oder Kanem) ist die Sprache des im westlichen Tschad lebenden Volkes Kanembu.
Der Name Kanem-bu bedeutet „Leute von Kanem“. Die Sprache war die Amtssprache dieses Reiches sowie von Kanem-Bornu.
Die Kanembu sind eine Untergruppe der Kanuri und sprechen dementsprechend einen Dialekt der Kanuri-Sprache. Ihre Anzahl beträgt mehr als 350.000. Kanembu wird vor allem in den tschadischen Provinzen Kanem, Lac und Chari-Baguirmi gesprochen.
Old Kanembu war eine Schriftsprache. In Niger stieß der Leipziger Afrikanist Ari Awagana im August 2018 im Dorf Kribitoa auf ein einzelnes Dokument und schließlich im Dezember 2018 in der Stadt Zinder auf einen größeren Bestand von Dokumenten, die teils in dieser Schrift verfasst sind.